# Biblia de Jerusalén

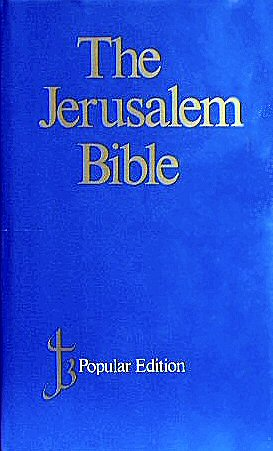

La Biblia de Jerusalén (en francés: Bible de Jérusalem) es una versión cristiana de la Biblia elaborada en francés bajo la dirección de la Escuela bíblica y arqueológica francesa de Jerusalén. La Biblia de Jerusalén ha sido traducida al español y otras lenguas vernáculas, ya sea en el texto bíblico o solo la parte de comentarios e introducción. Es valorada por sus introducciones, notas a pie de página, y riqueza de sus paralelos en el margen. Se la considera una Biblia de excelencia para el estudio bíblico,  exégesis bíblica y la Lectio Divina.

## Historia
La Biblia de Jerusalén fue publicada en francés en 43 fascículos entre 1948 y 1954, antes de reunirse en un solo volumen en 1956 bajo el título anterior. Esa obra fue el resultado del trabajo asociado de 33 traductores exégetas y de una docena de profesores universitarios y de escritores expertos en el uso del francés. La versión francesa se reeditó en un solo volumen en 1973, y nuevamente en una edición revisada en 1998. En español han salido ediciones y revisiones de la BJ en 1967, 1975, 1998, 2009 y 2019. La editorial Desclée de Brouwer (Bilbao) edita la versión en español.

### Traducción del Tetragrámaton
En la búsqueda de la compilación con modernidad y evidencia, la Biblia de Jerusalén (anterior a 1998) volvió al uso del nombre histórico Yahveh para el nombre de Dios donde aparece 6,823 veces en el Antiguo Testamento; en las ediciones posteriores a 1998 utiliza «Yahvé». Esto ha sido bien aceptado por algunos; pues la inserción del Tetragrámaton en las traducciones españolas data de 1944 cuando la Biblia Nácar-Colunga tradujo el término como «Yavé». Sin embargo, no ha sido popular pues la mayoría de las versiones de la Vulgata o Septuaginta traducen el tetragrámaton como «El Señor», según la costumbre judía, griega y de los primeros cristianos.
En 2007, por instrucción del papa Benedicto XVI, el uso del nombre 'Yahweh' se redujo en la liturgia, pero no en las traducciones de la Biblia.  Más notablemente en la nueva Biblia Católica CTS, que usa el texto de la de Jerusalén.

## Biblia de Jerusalén Latinoamericana
En el año 2000 la editorial Desclée De Brouwer editó la Biblia de Jerusalén Latinoamericana, obra hecha por un grupo de especialistas de la Universidad Pontificia de México en colaboración con expertos colombianos y argentinos. Esta versión adaptó el texto de la BJ de 1998 a las variantes del español más extendidas en Hispanoamérica. Por ejemplo, emplea el pronombre personal ustedes en vez del vosotros usado en la biblias escritas en España. El imprimatur fue dado por el Cardenal Arzobispo Primado de Colombia, Pedro Rubiano Sáenz. Fue aprobada por el CELAM.

## La Biblia en sus Tradiciones
Es un proyecto que inicia en el 2000 y está dirigido por la Escuela Bíblica de Jerusalén la misma que publicó en francés la "Bible de Jérusalem" en 1956, 1973 y 1998, el proyecto que inicialmente se denomino ''La Biblia de Jerusalén en sus tradiciones", pretende ofrecer al lector las diferentes formas textuales de la Biblia en versión online, acompañadas de una anotación filológica e histórica, y las diversas tradiciones de su interpretación. Serenamente católica en su inspiración, el proyecto es ecuménico e interreligioso.

## Nota
1. ↑  Cuando en alguna lengua o país existen ediciones oficiales aprobadas por las respectivas conferencias episcopales, los editores de la Biblia de Jerusalén prefieren no ofrecer una traducción de la Biblia independiente por lo que solo traducen los comentarios e introducciones de la versión francesa original. Si no hay una edición oficial, entonces también se llama a un grupo de expertos que hacen la traducción para la Biblia de Jerusalén y luego se añaden las notas y comentarios.